# La fuerza
La fuerza è un EP della cantante statunitense Christina Aguilera, pubblicato il 21 gennaio 2022.
Primo capitolo di una trilogia, si tratta del primo EP pubblicato da Aguilera in 19 anni e dal suo primo progetto in lingua spagnola in 22 anni.

## Antefatti
Dopo aver pubblicato il suo primo album in spagnolo Mi reflejo nel 2000, per i successivi 20 anni Christina Aguilera si è dedicata principalmente alla musica in lingua inglese, realizzando di tanto in tanto canzoni in spagnolo ma senza pubblicare altri progetti in tale lingua. Dopo aver pubblicato nel 2018 l'album Liberation, l'artista ha iniziato a rilasciare dichiarazioni riguardanti la pubblicazione di un secondo progetto in spagnolo. Nel 2021 ha annunciato che tale progetto sarebbe stato pubblicato sotto forma di più EP.
In seguito a tali dichiarazioni, il 22 ottobre 2021 ha pubblicato Pa' mis muchachas come primo singolo. Nel mese successivo è uscito il brano Somos nada, secondo singolo estratto, che ha promosso con un'esibizione dal vivo ai Latin Grammy Award 2021. Nel gennaio 2022 l'artista ha annunciato a sorpresa la pubblicazione dell'EP, svelando inoltre il terzo singolo Santo con un giorno di anticipo rispetto al resto del progetto.

## Tracce
1. Ya llegué – 3:03 (Christina Aguilera, Jon Leone, Juan Morelli, Kat Dahlia)
2. Pa' mis muchachas (con Becky G e Nicki Nicole feat. Nathy Peluso) – 3:36 (Christina Aguilera, Kat Dahlia, Yasmil Marrufo, Jorge Luis Chacín, Yoel Henríquez, Natalia Peluso, Nicole Denise Cucco, Rebbeca Gomez)
3. Somos nada – 3:01 (Christina Aguilera, Federico Vindver, Mario Domm, Sharlene Taule)
4. Santo (con Ozuna) – 3:03 (Christina Aguilera, Dallas James Koehlke, Gale, Josh Barrios, Ozuna)
5. Como yo – 2:46 (Christina Aguilera, Federico Vindver, Gino the Ghost, Juan Morelli, Kat Dhalia, Rafa Arcaute, Tobias Wincorn)
6. La reina – 3:48 (Christina Aguilera, Luigi Castillo, Santiago Castillo, Servando Primera, Yasmil Marrufo)

## Classifiche
| Classifica (2022) | Posizione massima |
| ----------------- | ----------------- |
| Spagna            | 54                |
| Svizzera          | 79                |